# فرد بيك
فرد بيك (بالإنجليزية: Fred Beck)‏ هو لاعب كرة قاعدة أمريكي، ولد في 17 نوفمبر 1886 في هافانا في الولايات المتحدة، وتوفي بنفس المكان في 12 مارس 1962.

## وصلات خارجية
- فرد بيك على موقعبيزبول رفرنس.كوم (الدوري الرئيسي) (الإنجليزية)
- فرد بيك على موقعبيزبول رفرنس.كوم (الدوري الثانوي) (الإنجليزية)